# Kazimierz Łyszczyński

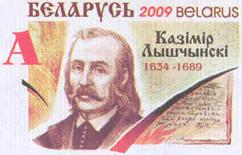

Kazimierz Łyszczyński (4 mars 1634 - 30 mars 1689) était un philosophe et aristocrate polonais. 
Il fut condamné au bûcher en 1689 pour athéisme. Son œuvre la plus caractéristique est De non existentia Dei (De la non-existence de Dieu). Avant de renier l'existence de Dieu, il était jésuite et étudiait la philosophie.

## Biographie
Pendant 8 ans, il fut jésuite (étudiant la philosophie), il devient "subiudex" (se présentant contre les jésuites dans les affaires de propriété). Il fut condamné à mort pour athéisme. Le verdict fut prononcé sur la place du marché de la vieille ville à Varsovie où il fut décapité avant que son corps ne soit emmené en dehors de la ville et brûlé.
Il fut dénoncé par un voisin, Jan Kazimierz Brzosk, qui ne voulait pas lui rembourser une somme que Łyszczyński lui avait prêté et lui vola un manuscrit de "De non existentia Dei" qu'il présenta au tribunal. L'ouvrage est le premier traité polonais de philosophie présentant un point de vue athée. Łyszczyński avait commencé à travailler sur ce traité en 1674.  Sur cette base, avec une accusation publique, un procès eut lieu devant la Commission Parlementaire. Le réquisitoire du procureur du roi, Szymon Kurowicz Zabistowski, qui dirigea le procès, est conservé dans la bibliothèque du Château de Kórnik.